# Fire Brigade
Fire Brigade est un jeu vidéo de type wargame  créer par Dave O’Connor, Tony Oliver et Ben Frasier et publié par Panther Games en Australie en 1988 sur Macintosh et IBM PC,. Il est ensuite publié par Mindscape au Royaume-Uni et en France et porté sur Amiga en 1989,. Le jeu simule la bataille de Kiev qui oppose l’Allemagne et l’Union soviétique sur le front de l’Est de la Seconde Guerre mondiale en 1943. Le jeu propose un tutorial et trois scénarios, qui retracent la bataille de Kiev à partir de différentes date et qui durent un certain nombre de tour. Dans chacun d’eux, le joueur peut choisir son camp et le niveau de compétence de son adversaire s’il joue seul contre le programme. Le premier scénario simule la totalité de la bataille, du 3 novembre au 23 décembre 1943. Le second démarre le 15 novembre alors que les Allemands s’apprêtent à contre-attaquer. Le dernier débute le 5 décembre alors que les Allemands lancent une nouvelle contre-attaque en s’appuyant sur 48 corps de panzer. L’interface graphique du jeu est basée sur un système de menu déroulant et d’icônes. Le jeu se déroule au tour par tour. Chaque tour est composé d’une phase d’ordre et d’une phase de mouvement. Lors de la première, le joueur spécifie les objectifs de ses unités et gère le ravitaillement, les renforts et les unités de support. Les ordres sont ensuite exécutés heure par heure lors de la phase de mouvement.

## Accueil
| Fire Brigade             |      |       |
| Média                    | Pays | Notes |
| ACE                      | GB   | 91 %  |
| Amiga User International | GB   | 30/40 |
| Gen4                     | FR   | 72 %  |
| The Games Machine        | GB   | 93 %  |